# Трибуна Мачедонией
„Трибуна Мачедонией“ (на румънски: Tribuna Macedoniei, в превод Македонска трибуна) е седмичен вестник, издаван в Букурещ, Румъния, в 1906 - 1907 година.
Вестникът започва да излиза на 19 октомври 1906 година под името „Випера“ (в превод Пепелянка) с подзаглавие Македонски политически орган (organ politic macedonean). Издаван е от редакционен комитет. На 30 ноември 1906 година, от 7 брой, си сменя името на „Трибуна Мачедонией“. От 10 юни 1907 година е под директорството на Ташко Пучеря.